# Асатіані Георгій Іраклійович
Георгій Іраклійович Асатіа́ні (груз. გიორგი ირაკლის ძე ასათიანი; 10 червня 1914, Борзя — 17 листопада 1977, Тбілісі) — радянський кінорежисер та кінооператор документального кіно; член Спілки кінематографістів СРСР з 1957 року.

## Біографія
Народився 28 травня [10 червня] 1914 року в місті Борзі (нині Забайкальський край, Російська Федерація). З травня 1930 до червня 1931 працював слюсарем-механіком взуттєвої фабрики імені Сталіна у Тифлісі. У 1931—1935 роках навчався в Ленінградському корабельному інституті. З вересня 1935 по листопад 1936 року працював інструктором районної ради Робітничо-селянських та червоноармійських депутатів Володарського району Ленінграда. У 1936 році закінчив операторський факультет Ленінградського інституту кіноінженерів.
У кіно — з 1937 року, працював кінокореспондентом Нижньоволзької кіностудії в Астрахані. Член ВКП(б) з 1940 року.
Після початку німецько-радянської війни, у вересні 1941 року, призваний до Червоної армії Кіровським районним військовим комісаріатом міста Астрахані. Служив у військовому званні майора. Протягом 1942—1943 років працював оператором на Куйбишевській студії кінохроніки; у 1943—1944 роках — оператором на Тбіліській студії художніх фільмів; знімав на Північно-Кавказькому та Кримському фронтах. Зняв для воєнної кінохроніки всі основні віхи війни, зокрема: бої під Москвою, оборону Сталінграда, взяття Берліна, брав участь, як кінооператор, у бойових вильотах авіації.
У 1945—1946 роках — кінокореспондент Центральної студії документальних фільмів по Грузинській РСР, знімав сюжети для кіножурналу «Новости дня» і грузинської кінохроніки. З 1946 року — оператор Тбіліської студії художніх фільмів / кіностудії «Грузія-фільм». У 1958—1977 роках — оператор, режисер Грузинської студії хронікально-документальних та науково-популярних фільмів, одночасно у 1965—1977 роках — художній керівник кіностудії.
Помер в Тбілісі 17 листопада 1977 року. Похований в Тбілісі на пантеоні Сабуртало.

### Сини
- Георгій (1942—2024) — актор Молодіжного театру Алтаю (Барнаул). Заслужений артист РРФСР (1986)[1];
- Іраклій (1946—1985)[4] — грузинський кінорежисер, член Спілки кінематографістів Грузинської РСР[1].

## Фільмографія
Матеріали відзняті ним під час німецько-радянської війни увійшли у фільми:
- «Взяття Новоросійська» (1943);
- «Взяття Бердичева» (1944);
- «Гвардійська армія Чанчибадзе…» (1945);
- «Розгром гітлерівської авантюри на Кавказі» (1945).

1956 року брав участь як оператор у зніманні фільму «100 днів у Бірмі»; у 1958 році — у зніманні фільму «Брюссель, 1958». У подальшому поєднував операторську роботу з авторською та режисерською, створив низку фільмів про закордонні країни:
- «Подорож до Непалу» (1959, режисер і оператор разом з Отаром Деканосідзе);
- «Полювання в джунглях» (1959, сценарист, режисер та оператор разом з Отаром Деканосідзе);
- «Різноповерхова Америка» (1961, режисер, оператор і сценарист разом з Іллею Сухішвілі);
- «Алжирський щоденник» (1962, сценарист і режисер; оператор Отар Деканосідзе);
- «Земля марокканців» (1962, сценарист і режисер; оператор Отар Деканосідзе);
- «Сахара» (1962, сценарист і режисер разом з Резо Ебралідзе);
- «Народження республіки» (1963, сценарист, режисер та оператор разом з Отаром Деканосідзе);
- «Країна стародавньої культури» (1963, сценарист, режисер та оператор);
- «Дороги п'ятого континенту» (1964, сценарист, режисер та оператор);
- «Крізь імлу віків» (1964, режисер, оператор);
- «Уругвай» (1964, сценарист, режисер та оператор);
- «В країні інків» (1964, сценарист, режисер та оператор);
- «Зустріч з Грецією» (1964, сценарист, режисер та оператор);
- «Один день в Буенос-Айресі» (1964, сценарист, режисер та оператор);
- «Париж… Париж» (1965, режисер);
- «Англійські замальовки» (1967, режисер, оператор);
- «За екватором між океанами» (1968, режисер);
- «Мюнхен, чверть століття потому» (1969, режисер, оператор);
- «Іспанія-73» (1971, режисер, оператор);
- «У країні басків» (1976, режисер, оператор).

Інші фільми:
- «Квітуча Грузія» (1957, режисер і оператор);
- «Розповідь про чотирьох солдатів» (1960, оператор разом з іншими);
- «Світ аплодує» (1961, сценарист разом з Іллею Сухішвілі);
- «Грузія святкує» (1971, режисер, оператор);
- «Весна людства» (1975, режисер, оператор);
- «Світло свободи» (1976, режисер, оператор);
- «Зорі назустріч» (1977, режисер, разом з Гурамом Жванією).

## Відзнаки
нагороджений
- орденами: двома Червоної Зірки (5 жовтня 1943; 19 лютого 1944), Вітчизняної війни II ступеня (16 травня 1944), Червоного Прапора (28 квітня 1945)[3], Трудового Червоного Прапора (1964)[1];
- медалями: «За оборону Сталінграда» (1 травня 1944)[3], «За оборону Кавказу» (1944), «За перемогу над Німеччиною» (1945), «20 років перемоги» (1965), «50 років Збройних Сил СРСР» (1968)[1], «В ознаменування 100-річчя з дня народження Володимира Ілліча Леніна» (1970)[5], «30 років перемоги» (1975)[1];

почесні звання
- народний артист Грузинської РСР (1961)[2];
- народний артист СРСР (1967)[6];

премії
- Ломоносовська премія (1964; за фільм «Країна стародавньої культури»);
- премія Всесоюзного кінофестивалю (1964; за фільм «Дороги п'ятого континенту»).
- премія Всесоюзного кінофестивалю (1977; за фільм «Світло свободи»).